# Pallacanestro Trieste
El Pallacanestro Trieste 2004, conocido por motivos de patrocinio como Allianz Pallacanestro Trieste, es un equipo italiano de baloncesto que compite en la Serie A, la primera división del baloncesto en Italia. Tiene su sede en Trieste, en la región de Friuli-Venecia Julia. Disputa sus partidos en el PalaTrieste, con capacidad para 6.943 espectadores.

## Historia
El club tiene sus orígenes en la Società Ginnastica Triestina, un club polideportivo fundado en 1863. En la década de los años 30 y principios de los 40 consiguió 5 títulos nacionales.
En 1975 la sección de baloncesto es absorbida por una nueva sociedad nacida como Pallacanestro Trieste, comenzando su nueva andadura en la Serie A2, categoría en la que se mantiene hasta 1980, cuando asciende a la Serie A1. Desde entonces, jugó durante 17 temporadas en la máxima categoría. Su mayor éxito lo logró en 1994, cuando quedó subcampeón de la Copa Korać, cayendo derrotados por el PAOK Salónica.
En 2004 el equipo se ve relegado a la Serie B1 por problemas económicos, refundándose la sociedad, pasando a denominarse oficialmente Pallacanestro Trieste 2004. En 2009 logra el ascenso a la Serie A Dilettanti, en 2012 consigue subir de categoría en este caso a la Legadue.
El 16 de junio de 2018, tras catorce años de espera, consigue el ansiado ascenso a la Serie A.

## Posiciones en Liga
| Temporada | Nivel | Liga               | Pos. | J     | PL   | Resultado        |
| --------- | ----- | ------------------ | ---- | ----- | ---- | ---------------- |
| 2008-09   | 4     | Serie B Dilettanti | 3    |       |      | Asciende         |
| 2009-10   | 3     | Serie A Dilettanti | 10   | 13-15 |      |                  |
| 2010-11   | 3     | Serie A Dilettanti | 9    | 16-14 |      |                  |
| 2011-12   | 3     | DNA                | 1    | 24-10 | 6-5  | Asciende         |
| 2012-13   | 2     | Legadue            | 13   | 11-17 |      |                  |
| 2013-14   | 2     | DNA Gold           | 14   | 11-19 |      |                  |
| 2014-15   | 2     | Serie A2           | 7    | 13-13 | 4-4  | Cuartos de final |
| 2015-16   | 2     | Serie A2           | 6    | 18-12 | 2-3  | Octavos de final |
| 2016-17   | 2     | Serie A2           | 3    | 21-9  | 9-8  | Finalista        |
| 2017-18   | 2     | Serie A2           | 1    | 22-8  | 12-1 | Asciende         |
| 2018-19   | 1     | Serie A            | 7    | 16-14 | 1-3  | Cuartos de final |

fuente:eurobasket.com

## Palmarés
- Serie A Dilettanti
  - Semifinales (1): 2012
  - Campeón de la liga regular división noroeste (1): 2012
- Serie A
  - Campeón (5): 1930, 1932, 1934, 1940 y 1941
- Copa de Italia
  - Finalista (1): 1995
- Copa Korać
  - Finalista (1): 1994
  - Cuartos de final (1): 2001

## Jugadores Históricos
| - Mikita Meshcharakou - Siniša Kelečević - Pablo Laso - Marco Grimaldi - Davide Cantarello - Daniele Cavaliero - Marco Cusin - Alessandro De Pol - Massimo Gattoni - Ferdinando Gentile - Aniello Laezza - Daniele Magro - Dino Meneghin - Andrea Pecile - Claudio Pilutti - Samuele Podestà - Michele Ruzzier - Alberto Tonut - Stefano Tonut - Alberto Vianini - Marvin Zaandam - Dejan Bodiroga |  | - Brandon Brown - Steve Burtt Sr. - Pete Chilcutt - Jevon Crudup - Albert English - Nate Erdmann - Sylvester Gray - Issiah Grayson - Will Harris - Murphy Holloway - Herb Jones - Lemone Lampley - Richard Laurel - M.C. Mazique - Ed O'Bannon - Scoonie Penn - Terrance Roberson - Darnell Robinson - Alvin Sims - Billy Thomas - Irving Thomas - Jobey Thomas |  | - Kevin Thompson - Terry Tyler - Derell Washington - Michael Williams - Brandon Wood - Ariel Filloy - Rodrigo Pastore - Ivica Marić - Teoman Alibegović - Serguéi Bazarévich - Gregor Fučka - Milan Gurović - Aaron Mitchell - Ryan Hoover - Pete Sauer - Conrad McRae - Ron Rowan - Dante Calabria - Larry Middleton - Brian Oliver - Casey Shaw - Sharif Fajardo |

## Patrocinadores
| - 1955-1956: Arrigoni - 1957-1960: Stock - 1961-1963: Philco - 1966-1975: Lloyd Adriatico - 1976-1981: Hurlingham - 1981-1982: Oece - 1982-1984: Bic - 1984-1994: Stefanel - 1994-1996: Illycaffè - 1996-1998: Genertel | - 1998-1999: Lineltex - 1999-2001: Telit - 2001-2002: Coop Nordest - 2002-2003: Acegas - 2003-2004: Coop Nordest - 2005-2013: Acegas Aps - 2013-2015: - - 2016-2019: Alma - 2019- : Allianz |